# Sieben-Zufluchten-Kirche
Kirchen zu den Sieben Zufluchten sind dem in der Barockzeit beliebten katholischen Motiv der Sieben Zufluchten geweihte Kirchen. 
- Kapelle Zu den Sieben Zufluchten, Aschau im Chiemgau, Bayern
- Kapelle Zu den Sieben Zufluchten, Aichbaindt bei Wiggensbach, Landkreis Oberallgäu, Bayern
- Bürgerspitalskirche Zu den sieben heiligen Zufluchten, Enzensfeld, Niederösterreich
- Kapelle am Roßacker, Rosenheim, Bayern
- Altlerchenfelder Pfarrkirche, Wien-Neubau